# Guido Dossena
Guido Dossena (Ombriano, 6 settembre 1910 – Crema, 24 gennaio 1985) è stato un allenatore di calcio e calciatore italiano, di ruolo centrocampista.

## Biografia
È deceduto il 24 gennaio 1985, vittima di un incidente stradale nei pressi di Crema.

## Caratteristiche tecniche
Inizialmente impiegato come mezzala, durante la militanza nella Reggina viene riconvertito a mediano, ruolo che manterrà fino a fine carriera. Nel Livorno è stato talvolta schierato come ala.

## Carriera

### Giocatore
Inizia l'attività calcistica nel 1928, con la maglia della Reggina, nel campionato di Prima Divisione: qui rimane per quattro stagioni, guadagnando progressivamente il posto da titolare, totalizzando 78 presenze e 15 reti. Nel 1932, posto in lista di trasferimento, si trasferisce al Livorno, in Serie B, e con 8 reti in 23 partite contribuisce alla promozione in Serie A dei toscani. Riconfermato anche per il campionato 1933-1934, debutta nella massima serie collezionando 22 presenze e 2 reti.
Nel 1934 viene ceduto alla Lucchese, tornando tra i cadetti. Con la formazione rossonera ottiene la sua seconda promozione in Serie A nel 1936 e disputa nel massimo campionato tre stagioni consecutive, agli ordini di Egri Erbstein. Dopo un'ultima annata a Lucca, in Serie B, con il gallone di capitano, scende in Serie C con un biennio nel Crema (sempre come capitano) e una stagione nel Legnano. Chiude la carriera dopo il termine della Seconda guerra mondiale, ancora nel Crema.
Ha totalizzato 81 presenze con 4 reti in Serie A e 95 presenze con 8 reti in Serie B.

### Allenatore
Nelle sue ultime stagioni da calciatore nel Crema è anche allenatore, affiancato da Giuseppe Voltini, e dopo aver lasciato i lombardi passa sulla panchina del Lecce, in Serie B. L'esperienza in Salento dura 13 giornate, fino all'esonero e alla sostituzione con Raffaele Costantino. Nel prosieguo della stagione torna alla Reggina subentrando a Luigi Bertolini: con gli amaranto ottiene il secondo posto nel girone T del campionato di Serie C 1947-1948.
Dopo un'ulteriore esperienza al Crema, in Serie C (nella quale viene esonerato e sostituito da Géza Boldizsár), allena la Cremonese nella seconda parte del campionato di Serie B 1950-1951. Nell'ottobre 1951 viene assunto dal Palermo come vice di Remo Galli, con delega particolare alla cura delle squadre minori; in seguito allena l'Akragas in due riprese e la Pergolettese, nel campionato di Promozione Lombardia 1955-1956 concluso con la retrocessione.
Nel campionato di Serie D 1961-1962 è sulla panchina della Trevigliese.

## Palmarès

### Giocatore

#### Competizioni nazionali
- Campionato italiano di Serie B: 2

Livorno: 1932-1933
Lucchese Libertas: 1935-1936

### Allenatore

#### Competizioni nazionali
- Serie C: 1

Fanfulla: 1948-1949
- Promozione: 1

Akragas: 1956-1957